# Le Tapis volant
Pour les articles homonymes, voir Tapis volant (homonymie).
 (juillet 2025).
Pour plus de détails, voir Fiche technique et Distribution.
Le Tapis volant est un court métrage d'animation français réalisé par Arié Mambouch en 1959, sorti en 1960.

## Synopsis
Ce court métrage présente sous forme de dessin animé, l'opération aérienne (appelée opération Tapis volant) qui, en 1949 et 1950, amena en Israël des milliers de Juifs qui vivaient depuis des siècles au Yémen.

## Fiche technique
- Réalisation : Arié Mambouch
- Scénario : Pierre Emmanuel
- Musique : Maurice Jarre
- Productrice : Nicole Stéphane
- Société de production : Ancinex
- Langue : français
- Format : 35 mm (positif et négatif), 1 x 1.37, son mono, Eastmancolor
- Genre : animation
- Date de sortie : décembre 1960 (Journées internationales du court métrage de Tours)

## Distribution
- Roger Coggio (voix) : le narrateur